# Koura Kaba Fantoni
Koura Kaba Fantoni (Kinshasa, 28 agosto 1984) è un ex velocista italiano di origine congolese.

## Biografia
Koura Kaba Fantoni nasce nella Repubblica Democratica del Congo (ai tempi conosciuto come Zaire) ma all'età di 3 anni si trasferisce in Italia col padre. Cresce a Torino, dove inizia a cimentarsi con il calcio ma successivamente si trasferisce a Mondovì, dove viene avviato all'atletica leggera da Milvio Fantoni, che diventa il suo allenatore.
Cresce agonisticamente nell'Atletica Mondovì e nella Grandatletica, prima di passare al gruppo sportivo Fiamme Gialle. Diventa cittadino italiano nel 2002, in seguito all'adozione da parte della famiglia del suo allenatore Milvio Fantoni, ma per alcuni disguidi e infortuni non riesce a far parte della nazionale juniores azzurra né ai Mondiali di Kingston 2002, né agli Europei di Tampere 2003.
Negli anni successivi si laurea campione italiano promesse sui 100 e 200 m piani e ottiene anche due terzi posti ai Campionati europei under 23 nei 200 m e nella staffetta 4×100 metri. Nel 2005 conquista il titolo italiano assoluto sui 200 m col suo primato di 20"58. Con la nazionale assoluta prende parte alla Coppa Europa a Firenze dove giunge quarto nei 200 m e secondo con la 4×100 m. Viene convocato per i Mondiali di Helsinki dove è eliminato nelle batterie dei 200 m.
L'anno 2006 lo porta alla conquista dell'oro ai campionati italiani indoor sui 60 metri piani, oltre alla soddisfazione di difendere ancora la maglia azzurra in Coppa Europa. Partecipa anche agli Europei di Göteborg sui 200 m, non riuscendo a superare le batterie di qualificazione.
Il 27 luglio 2007, arriva primo ai campionati nazionali assoluti a Padova sui 100 m, con lo stesso tempo del secondo Fabio Cerutti, con 10"57 e un vento contrario di 2,6 m/s. Viene selezionato per far parte della staffetta 4×100 m ai Mondiali di Osaka, ma successivamente a causa di un'uscita notturna non autorizzata dall'albergo dove risiedevano gli atleti azzurri, viene escluso dalla competizione.
Nel 2008 si congeda dalle Fiamme Gialle e riapproda all'Atletica Mondovì.

## Progressione

### 100 metri piani
| Stagione | Tempo | Luogo    | Data      | Rank. Mond. |
| -------- | ----- | -------- | --------- | ----------- |
| 2010     | 10"54 | Palermo  | 12-6-2010 |             |
| 2009     | 10"53 | Pescara  | 23-5-2009 |             |
| 2008     | 10"42 | Mondovì  | 2-6-2008  |             |
| 2007     | 10"47 | Pergine  | 7-7-2007  |             |
| 2006     | 10"33 | Valencia | 27-5-2006 | 151º        |
| 2005     | 10"38 | Grosseto | 3-6-2005  |             |
| 2004     | 10"28 | Rieti    | 11-6-2004 | 111º        |
| 2003     | 10"62 |          |           |             |
| 2002     | 10"75 |          |           |             |
| 2001     | 10"76 |          |           |             |
| 2000     | 11"05 |          |           |             |

### 200 metri piani
| Stagione | Tempo | Luogo      | Data      | Rank. Mond. |
| -------- | ----- | ---------- | --------- | ----------- |
| 2010     | 21"72 | Palermo    | 13-6-2010 |             |
| 2009     | 21"27 | Pescara    | 24-5-2009 |             |
| 2008     | 21"41 | Mondovì    | 2-6-2008  |             |
| 2006     | 20"70 | Valencia   | 28-5-2006 | 96º         |
| 2006     | 20"70 | Doha       | 12-5-2006 | 96º         |
| 2005     | 20"58 | Bressanone | 26-6-2005 | 65º         |
| 2004     | 20"81 | Rieti      | 12-6-2004 | 154º        |
| 2003     | 21"56 |            |           |             |
| 2002     | 21"24 | Milano     | 16-6-2002 |             |
| 2001     | 21"76 |            |           |             |
| 2000     | 22"19 |            |           |             |

## Palmarès
| Anno | Manifestazione   | Sede     | Evento      | Risultato | Prestazione | Note |
| ---- | ---------------- | -------- | ----------- | --------- | ----------- | ---- |
| 2005 | Europei under 23 | Erfurt   | 100 m piani | 4º        | 10"34 w     |      |
| 2005 | Europei under 23 | Erfurt   | 200 m piani | Bronzo    | 20"71       |      |
| 2005 | Europei under 23 | Erfurt   | 4×100 m     | Bronzo    | 39"41       |      |
| 2005 | Mondiali         | Helsinki | 200 m piani | Batteria  | 21"10       |      |
| 2006 | Europei          | Göteborg | 200 m piani | Batteria  | 21"14       |      |

## Campionati nazionali
2002
- Oro ai campionati italiani juniores, 200 m piani - 21"24

2003
- Argento ai campionati italiani juniores indoor, 60 m piani - 6"87

2004
- 6º ai campionati italiani assoluti indoor, 60 m piani - 6"88
- Oro ai campionati italiani promesse, 200 m piani - 20"81
- Oro ai campionati italiani promesse, 100 m piani - 10"28
- Argento ai campionati italiani promesse indoor, 60 m piani - 6"78

2005
- 5º ai campionati italiani assoluti indoor, 60 m piani - 6"78
- Oro ai campionati italiani promesse, 200 m piani - 20"87
- Oro ai campionati italiani promesse, 100 m piani - 10"38
- Oro ai campionati italiani promesse indoor, 60 m piani - 6"6

2006
- Oro ai campionati italiani promesse indoor, 60 m piani - 6"77

2007
- Oro ai campionati italiani assoluti, 100 m piani - 10"57

2008
- 6º ai campionati italiani assoluti, 100 m piani - 10"61

2009
- 7º ai campionati italiani assoluti, 100 m piani - 10"74

## Altre competizioni internazionali
2005
- 4º in Coppa Europa ( Firenze), 200 m piani - 20"75